# Estação Lesseps

Plataforma de embarque e desembarque.

Lesseps é uma estação metroviária da linha Linha 3 do Metro de Barcelona. Ela leva o nome de sua localização, Plaça de Lesseps, no distrito de Gràcia de Barcelona, ela mesma batizada em homenagem a Ferdinand de Lesseps, que foi nomeado cônsul da França em 1842.

## História
A estação foi inaugurada em 1924 como o terminal norte da primeira linha de metrô da cidade, que ia para o sul até a estação Plaça de Catalunya e era operada pela empresa ferroviária Gran Metropolitano de Barcelona. Ao norte da estação havia ramais terminais, que por sua vez davam acesso às oficinas Lesseps por meio de um elevador de trens. A linha foi estendida ao norte até a estação de Montbau em 1985, seguindo para a direita antes dos desvios do terminal, que ainda existem embora pouco usados. As oficinas Lesseps fecharam em 1988.

## Localização

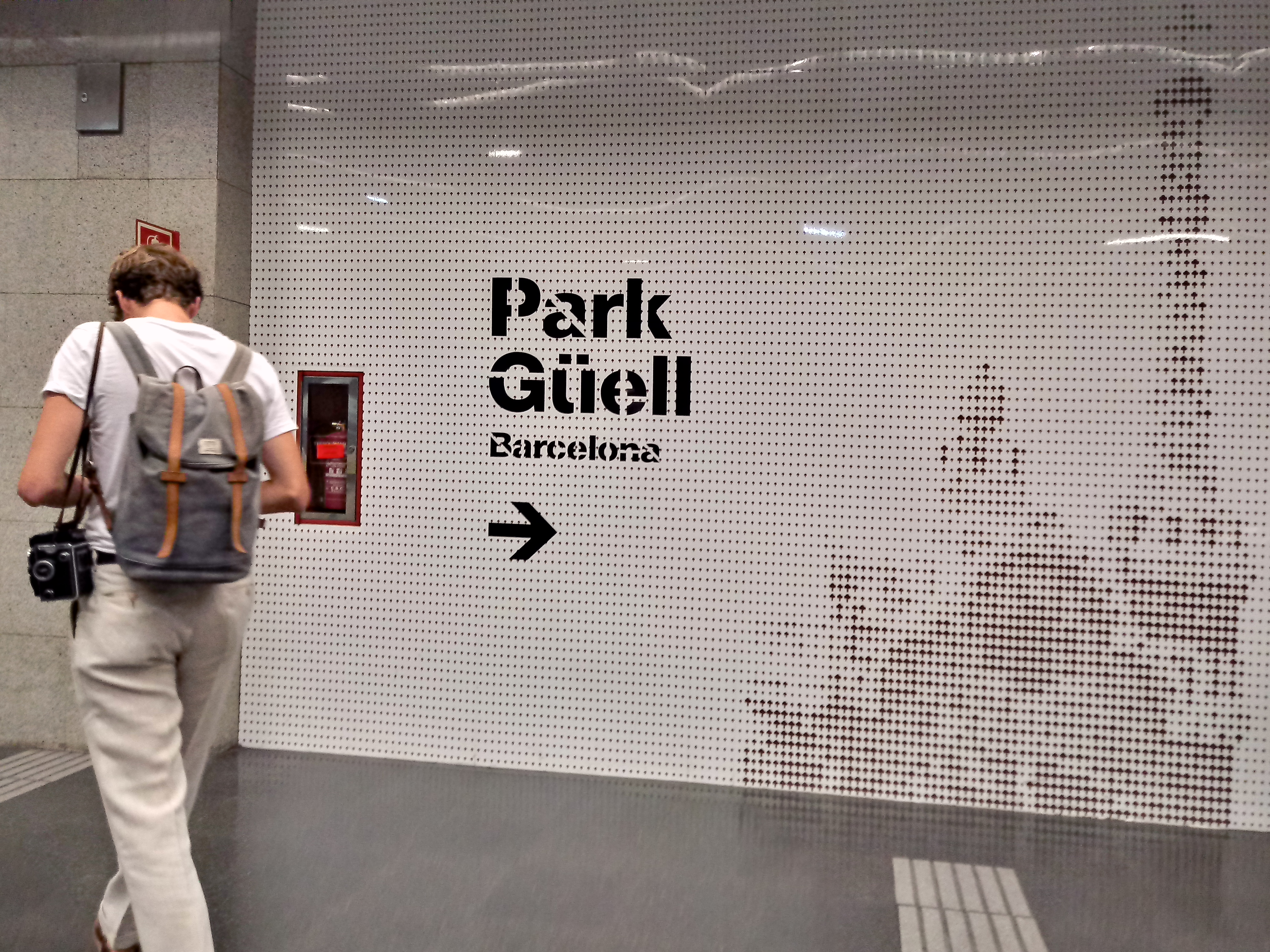
Acesso ao Parque Güell.

A estação está localizada sob a Carrer Gran de Gràcia, entre a Carrer de Maurici Serrahima e a Plaça de Lesseps, e pode ser acessada desde a praça, na esquina onde termina a Avinguda del Príncep d'Astúries. Possui duas linhas de trilhos, com plataformas laterais gêmeas com 95 metros  de comprimento. A estação fica nas proximidades do Parque Güell.

## Expansão
Os planos futuros prevêm que a Lesseps seja atendida pela seção conjunta das linhas L9 e L10. As plataformas para isso estão atualmente em construção e fornecerão ligação com a linha L3.